# Drugi rząd Edwarda Szczepanika
Drugi rząd Edwarda Szczepanika – gabinet pod kierownictwem premiera Edwarda Szczepanika, istniał od 1 listopada 1989 do 20 grudnia 1990 roku.

## Skład rządu
- Edward Szczepanik –  prezes Rady Ministrów
- Zygmunt Szkopiak –  minister spraw zagranicznych
- gen. bryg. Jerzy Przemysław Morawicz – minister spraw wojskowych
- Jerzy Ostoja-Koźniewski – minister skarbu
- Stanisław Wiszniewski – minister sprawiedliwości
- Ryszard Zakrzewski – minister spraw krajowych
- Zbigniew Scholtz – minister spraw emigracji (zm. 30 czerwca 1990)
- Artur Rynkiewicz – minister spraw emigracji
- Leonidas Kliszewicz – minister oświaty i kultury
- Walery Choroszewski – minister informacji
- Ferdynand Pasiecznik – minister-sekretarz Rady Ministrów
- Tadeusz Drzewicki – minister
- Jerzy Zaleski – minister
- Podsekretarz stanu w Ministerstwie Spraw Emigracji – Walter Szczepański (od 20 listopada 1989)[1]
- Podsekretarz stanu w Ministerstwie Informacji – Otella Szczepańska (od 11 listopada 1990)[2]